# Sangiin Kherem
 (juillet 2023).
Si vous disposez d'ouvrages ou d'articles de référence ou si vous connaissez des sites web de qualité traitant du thème abordé ici, merci de compléter l'article en donnant les références utiles à sa vérifiabilité et en les liant à la section « Notes et références ».
Sangiin Kherem (mongol : Сангийн хэрэм) est le nom mongol des restes d'un fort mandchou situés dans la partie nord de la ville de Khovd, en Mongolie.

## Historique
Le fort est construit au XVIIIe siècle et devient plus tard le siège de l'amban mandchou et de ses services administratifs.  
En 1912, les Mandchous sont chassés de la ville de Khovd et le fort est pris d'assaut. Depuis cette date, le fort n'est plus entretenu et la citadelle tombe en ruines.  

## Description
Le fort a la forme d'un quadrilatère et ses murs sont en argile. Avant qu'il ne tombe en ruines, il était entouré de murailles percées de portes à l'est et à l'ouest et équipées de tours de guet à chaque angle. Ces murailles étaient entourés de douves, avec deux ponts en bois permettant d'accéder aux portes. Les murs restants mesurent 3 mètres de haut et 1,5 mètre d'épaisseur et sont orientés suivant les quatre points cardinaux. À l'époque ou ils étaient intacts, côté de la muraille mesurait 330 m. Selon le géographe russe MV Pevtsov, qui a visité la ville en 1878, la hauteur des murs à l'époque était de 4,5 mètres.    
La partie sud du fort était occupée par l'amban mandchou, le « trésor » (impôts et comptabilité), les bureaux et les casernes militaires. La partie orientale était occupée par des entreprises commerciales, un temple bouddhiste chinois et une mosquée.